# (2152) Hannibal
(2152) Hannibal es un asteroide perteneciente al cinturón de asteroides, descubierto el 19 de noviembre de 1978 por Paul Wild desde el Observatorio de Berna-Zimmerwald, Suiza.

## Designación y nombre
Designado provisionalmente como 1978 WK, fue nombrado Hannibal en honor al general cartaginés Aníbal.